# The Runaway Bride
"The Runaway Bride" (intitulado "A Noiva em Fuga"  no Brasil) é um episódio especial de Natal da série de ficção científica britânica Doctor Who, transmitido originalmente através da BBC One em 25 de dezembro de 2006. Foi escrito pelo showrunner Russell T Davies e dirigido por Euros Lyn. É o segundo especial natalino do programa após o retorno da série em 2005.
No episódio, ambientado em Londres, a Imperatriz alienígena Racnoss (Sarah Parish) e o chefe de recursos humanos Lance (Don Gilet) tentam usar a noiva dele, a secretária Donna Noble (Catherine Tate), como uma "chave" para despertar as crianças Racnoss que hibernam no centro da Terra, envenenando Donna gradual e secretamente com uma partícula alienígena que os Racnoss usam como fonte de energia.
Este foi o primeiro episódio de Tate como Donna, que serviria como a acompanhante permanente do Décimo Doutor na quarta temporada. Foi assistido por 9,35 milhões de espectadores no Reino Unido e recebeu críticas geralmente positivas dos avaliadores.

## Enredo

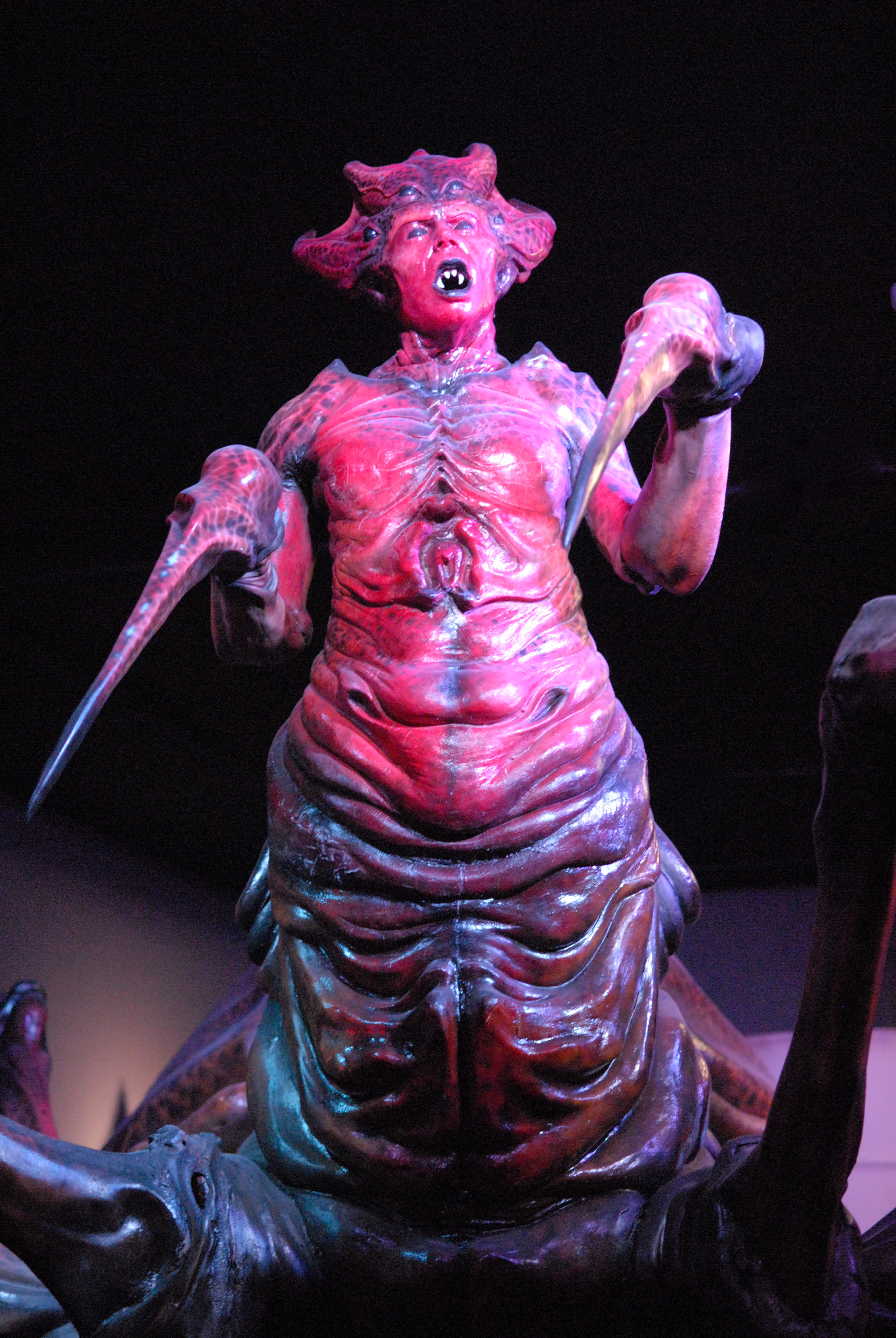
A Imperatriz Racnoss vista no episódio, conforme exibido na Doctor Who Experience

O Décimo Doutor fica chocado quando Donna Noble, em um vestido de noiva, aparece dentro da TARDIS durante o voo. O Doutor retorna Donna para seu casamento e na festa, determina que ela deve ter absorvido uma grande quantidade de partículas huon que a atraíram para a nave. A festa é então atacada por robôs vestidos de Papai Noel. O Doutor usa o sistema de som para destruí-los e descobre que algo os está controlando remotamente do espaço.
Ao saber que Donna e seu noivo Lance trabalham para uma empresa de segurança de propriedade do Instituto Torchwood, o Doutor pede a Lance para levá-los até lá. Debaixo do prédio, eles encontram um longo túnel sob a Barreira do Tâmisa e um laboratório secreto produzindo partículas huon, junto com um poço que leva ao centro da Terra. A presença deles traz à tona a Imperatriz Racnoss, uma raça parecida com uma aranha, que nasceu com fome e comeu mundos inteiros. A Imperatriz, que estava em hibernação na borda do universo, acordou e assumiu o negócio depois que Torchwood foi destruída. Lance revela que estava trabalhando para a Imperatriz e propositalmente alimentou Donna com partículas huon para ajudar a libertar os filhos da Imperatriz. Donna e o Doutor escapam e a Imperatriz usa Lance como um substituto, alimentando-o à força com partículas huon e depois jogando-o no poço.
O Doutor leva Donna de volta para a TARDIS e viaja bilhões de anos no passado para descobrir que uma nave Racnoss inerte se tornou o núcleo da Terra enquanto o planeta se formava ao redor dela; a Imperatriz agora está tentando acordar seus filhos a bordo daquela nave com as partículas huon. O Doutor e Donna retornam ao presente enquanto outros Racnoss começam a emergir do poço. A Imperatriz ataca a Terra com uma nave parecida com uma estrela de Natal. O Doutor tenta oferecer uma solução pacífica, mas a Imperatriz se recusa. Depois de revelar o nome de seu planeta natal, Gallifrey, ele então detona remotamente bolas explosivas usadas pelos Papais Noéis nas paredes da barragem, inundando o poço com água do Tâmisa. O Doutor se prepara para morrer, mas Donna o incentiva a escapar com ela, assim como a Imperatriz se teletransporta para sua nave para tentar escapar. No entanto, a nave é destruída por forças humanas. O Doutor pede para Donna viajar com ele, mas ela recusa e sugere que ele precisa de uma companheira para manter seu temperamento sob controle.

## Produção
Russell T Davies teve a ideia para este episódio desde o início de sua associação com o programa e planejou exibi-lo na segunda temporada. Com o anúncio público de dois especiais de Natal e o conhecimento privado de que Billie Piper deixaria a série no final da segunda temporada, Davies decidiu elevar esta história para o especial de Natal, não apresentando a nova acompanhante de viagem do Doutor imediatamente. Ele então preencheu o espaço deixado pelo episódio na temporada com "Tooth and Claw".
O final de "Doomsday" é apresentado como parte da sequência pré-créditos, embora a cena tenha sido refilmada para o especial. Em seu comentário em um podcast online para o episódio, David Tennant explicou que isso se deveu a uma mudança nos supervisores de iluminação, e o contratado para este episódio gostava de iluminar o interior da TARDIS de forma diferente; a cena, portanto, teve que ser refilmada para combinar. O logotipo de Doctor Who nos créditos de abertura foi ligeiramente redesenhado em relação ao anterior, com mais detalhes de fundo e reflexos no "losango" em que as palavras "Doctor Who" estão.

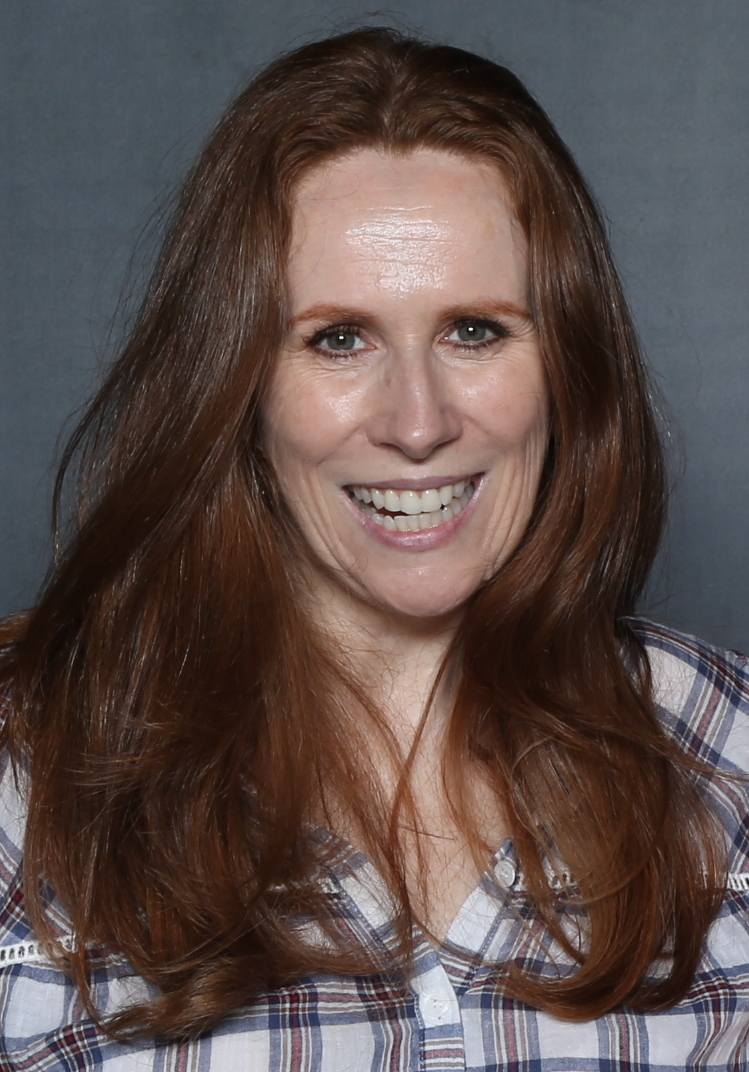
Catherine Tate fez sua primeira aparição como Donna Noble. Ela posteriormente reprisaria o papel como uma acompanhante em tempo integral do Doutor na quarta temporada.

Por razões legais, a equipe de produção fez notas obviamente falsas para a cena em que o dinheiro sai voando de um caixa eletrônico. As notas de 10 libras apresentam o rosto do Doutor e as frases "Prometo pagar ao portador sob demanda a quantia de dez satsumas" e "Sem segundas chances — eu sou esse tipo de homem". O texto é uma referência às ações e diálogos do Doutor perto do final de "The Christmas Invasion". Também havia notas de 20 libras com o produtor Phil Collinson. Elas tinham a frase "Não adianta ser adulto se você não pode ser um pouco infantil às vezes" impressa nelas, citando incorretamente a fala originalmente dita pelo Quarto Doutor (Tom Baker), em Robot, "Não adianta ser adulto se você não pode ser infantil às vezes." Todas as notas e o caixa eletrônico foram rotulados como "London Credit Bank". As notas tornaram-se itens de colecionador, sendo vendidas regularmente por 50 libras ou mais.
Devido à sua agenda extremamente ocupada, Catherine Tate não pôde estar presente para a leitura do roteiro. Como um favor, sua parte foi lida por Sophia Myles, que interpretou Madame de Pompadour no episódio "The Girl in the Fireplace" na segunda temporada. Em um comentário de podcast para o episódio, Tennant e a produtora executiva Julie Gardner discutiram uma sequência que foi cortada da transmissão. Conforme transmitido, depois que Donna encontra uma peça da roupa de Rose Tyler e questiona o Doutor sobre ela, ele furiosamente o arranca dela e define um curso para a TARDIS. Conforme filmado originalmente, o Doutor primeiro abre as portas da TARDIS e joga a vestimenta no espaço. Gardner disse que foi cortado porque era um momento muito melodramático. As filmagens noturnas de cenas envolvendo tiros, explosões e um tanque perturbaram alguns moradores de Cardiff, incluindo uma mulher americana que voltava para casa do conflito no Líbano.
A cena de perseguição da TARDIS na A4232 Grangetown Link Road foi mostrada em um show do Children in Need, que contou com uma orquestra ao vivo tocando muitos dos temas musicais de Doctor Who, incluindo a música dos Daleks e o tema de Rose. O clipe vazou online logo após o evento e o show e o clipe foram mostrados antes do episódio ir ao ar oficialmente no dia de Natal em um episódio do Doctor Who Confidential especial às 13h.[carece de fontes?]
Catherine Tate retornou na quarta temporada reprisando seu papel como Donna Noble como uma acompanhante em tempo integral. Jacqueline King e Howard Attfield são apresentados neste episódio, e ambos deveriam retornar em "Partners in Crime", o primeiro episódio da quarta temporada de 2008. Jacqueline King retornou, mas Howard Attfield morreu logo após começar as filmagens daquele episódio, e suas cenas foram regravadas com Bernard Cribbins como o avô de Donna.

## Transmissão e recepção
Esta foi a primeira história de Doctor Who a ser transmitida com interpretação em linguagem de sinais britânica em uma reexibição no Reino Unido em 30 de dezembro de 2006. A audiência final consolidada para "The Runaway Bride" foi de 9,35 milhões de espectadores, tornando-se o décimo programa mais assistido na televisão britânica durante a semana de Natal.
Steve O'Brien da SFX Magazine deu a "The Runaway Bride" quatro de cinco estrelas, notando que era diferente de tudo que Doctor Who tinha feito, mas o tom "mais bobo" funcionou para o dia de Natal. Ele também elogiou Tennant e Tate. Travis Fickett da IGN deu ao episódio uma pontuação de 7,2 de 10, achando que Donna havia melhorado de sua curta aparição no final de "Doomsday". Fickett também foi positivo sobre a maneira como Rose não foi ignorada. Dek Hogan do Digital Spy escreveu que o episódio "faltou a energia e a emoção do esforço do ano passado", criticando particularmente a Imperatriz. Em 2012, a SFX listou "The Runaway Bride" como um mau exemplo de um episódio de ficção científica de Natal, notando que era "um episódio decente em muitos aspectos", mas tinha a desvantagem de ser filmado no verão.
Junto com os outros especiais de Natal entre "The Christmas Invasion" e "Last Christmas", "The Runaway Bride" foi lançado em um boxset intitulado Doctor Who - The 10 Christmas Specials em 19 de outubro de 2015.